# I remember you
「I remember you」（アイ・リメンバー・ユー）は、日本のシンガーソングライター・YUIのメジャー6作目（通算7作目）のシングル。

## 概要
- 前作「Good-bye days」から約3か月ぶり、YUI単独名義としては前作「TOKYO」から8か月ぶりのシングル。
- 表題曲は「TOKYO」以来2作ぶりにノンタイアップとなった。また、同じく「TOKYO」以来2作ぶりにカップリング曲に既発シングルの弾き語りアコースティックバージョンが収録された。
- ジャケットが異なる初回生産限定盤と通常盤の2形態で発売され、初回生産限定盤には特典として表題曲のミュージック・ビデオを収録したDVDが同梱された[1]。
- 後に梶原岳人がカバーし、アルバム『何処かの君に』に収録された。
- オリコンチャートデイリー1位[2]、初登場2位を獲得[3]。2作連続でのトップ3入りと、シングル・アルバム通じての順位更新を果たした[3]。

## 収録曲
| 全作曲: YUI。 |                                            |      |            |              |                      |      |
| #             | タイトル                                   | 作詞 | 作曲・編曲 | 編曲         | ストリングスアレンジ | 時間 |
| 1.            | 「I remember you」                         | YUI  | YUI        | northa+      | Gen Ittetsu Strings  | 4:09 |
| 2.            | 「Cloudy」                                 | YUI  | YUI        | northa+      |                      | 3:26 |
| 3.            | 「Good-bye days 〜YUI Acoustic Version〜」 | YUI  | YUI        | YUI、northa+ |                      | 3:59 |
| 4.            | 「I remember you 〜Instrumental〜」        |      | YUI        | northa+      | Gen Ittetsu Strings  | 4:08 |

### 解説
1. I remember you
映画『タイヨウのうた』の試写会ツアーを廻っている最中に制作された楽曲。YUIはこの楽曲について「映画撮影を経験して一人の役を演じて、試写会ツアーを回って感想を頂いて。一連の女優としての流れや経験したことを楽曲にして残していきたい。それらを終えて音楽活動に戻っていく区切りとしてこの曲を残していきたい。」という思いから制作したと語っている[4]。
タイトルは直訳して「私はあなたを憶えています」という意味であり、歌詞は忘れられない人との大切な時間を思い出せるように願って書かれた。同時に『タイヨウのうた』の世界観も兼ねており、塚本高史演じる藤代孝治がYUI演じる雨音薫を思い返す場面をイメージできるようにもされている[4][5]。
ミュージック・ビデオは上述の映画の監督を務めた小泉徳宏が手掛けており[1]、撮影も映画の舞台であった神奈川県鎌倉市で行われた[5][6]。
2. Cloudy
YUI曰く「大人っぽい曲調」の楽曲で、歌詞も曲調ありきで書かれた[7]。
3. Good-bye days 〜YUI Acoustic Version〜
YUI for 雨音薫名義によるメジャー5thシングルの表題曲の弾き語りアコースティックバージョン。
4. I remember you 〜Instrumental〜
表題曲のインストゥルメンタルバージョン。

## 参加ミュージシャン
- YUI：Vocal & Chorus (#1〜3)、Guitar (全曲)

Support Musician
- 鈴木Daichi秀行：Guitar & Programming (#1,2,4)、Bass (#2)
- イワイエイキチ：Bass (#1,4)
- そうる透：Drums (#1,4)
- 佐治宣英：Drums (#2)

## 収録アルバム
- CAN'T BUY MY LOVE (#1)
- MY SHORT STORIES (#2)
- SHE LOVES YOU (#1)
- GREEN GARDEN POP (#1)
- 何処かの君に (#1)